# Relaciones Dominica-Estados Unidos
Las relaciones entre Dominica y Estados Unidos son relaciones bilaterales entre la Mancomunidad de Dominica y Estados Unidos.

## Historia
Estados Unidos y la Mancomunidad de Dominica tienen relaciones bilaterales positivas. Estados Unidos apoya los esfuerzos del gobierno dominicano para expandir su base económica y proporcionar un nivel de vida más alto para sus ciudadanos. La asistencia de los Estados Unidos se canaliza principalmente a través de organismos multilaterales como el Banco Mundial y el Banco de Desarrollo del Caribe (CDB), así como a través de la oficina de la Agencia de los Estados Unidos para el Desarrollo Internacional (USAID) en Bridgetown, Barbados. El Cuerpo de Paz también brinda asistencia técnica a la Mancomunidad de Dominica y cuenta con voluntarios en la isla que trabajan principalmente en educación, desarrollo juvenil y salud.
Estados Unidos y la Mancomunidad de Dominica trabajan juntos en la lucha contra las drogas ilegales. Dominica coopera con agencias de los Estados Unidos y participa en programas antinarcóticos en un esfuerzo por frenar el tráfico de drogas y el cultivo de marihuana. En 1995, el gobierno dominicano firmó un acuerdo de aplicación de la ley marítima con los Estados Unidos para fortalecer la coordinación antinarcóticos, y en 1996, el gobierno firmó tratados de asistencia legal mutua y extradición para mejorar los esfuerzos conjuntos en la lucha contra el crimen internacional.
Dominica tuvo alrededor de 252,000 visitantes en 2005, lo que representó una contracción en ambas línea de cruceros y arribos por encima del rendimiento récord establecido en 2004. Se estima que 4.500 estadounidenses residen en el país.

## Embajadas
Estados Unidos no mantienen una presencia oficial en la Mancomunidad de Dominica. Los oficiales del Embajador y la Embajada residen en Barbados y viajan con frecuencia a Dominica.